# Boophis andreonei
Boophis andreonei is een kikker uit de familie gouden kikkers (Mantellidae). De soort werd voor het eerst wetenschappelijk beschreven door Frank Glaw en Miguel Vences in 1994. De soort behoort tot het geslacht Boophis.

## Leefgebied
De soort is endemisch in het noordwesten Madagaskar op een hoogte van 200 tot 700 meter. Het heeft nog een klein leefgebied en komt onder ander voor in Tsaratanana. Mede door landbouw en houtkap staat Boophis andreonei als kwetsbaar op de IUCN Rode Lijst.